# Bandiera della Dominica
La bandiera della Dominica è stata adottata il 3 novembre 1978. Nella versione originale il pappagallo Sisserou (Amazona imperialis) era rivolto verso il lato al vento (cambiato nel 1988), e l'ordine delle bande era differente (giallo-bianco-nero dall'alto in basso, cambiato nel 1981). Le dieci stelle, che rappresentano le dieci parrocchie dell'isola, erano in origine senza il bordo, che venne aggiunto nel 1981 per poi essere definitivamente rimosso nel 1990.
Il verde ricorda la vegetazione dell'isola; la formazione a croce dei colori giallo, nero e bianco indica il cristianesimo e i tre colori rappresentano la trinità. Il giallo sta per la popolazione indocaraibica, il bianco per i fiumi e le cascate dell'isola, e il nero la maggioranza della popolazione, di origine africana. Il disco rosso, su cui sono caricate dieci stelle per le altrettante parrocchie in cui è suddivisa Dominica, simboleggia il socialismo.

## Bandiere storiche

Bandiera della Colonia britannica di Dominica (1955-1965)
Bandiera della Colonia britannica di Dominica (1965-1978)
Prima bandiera dominicense dopo l'indipendenza (1978-1981)
Bandiera dominicense (1981-1988)
Bandiera dominicense (1988-1990)